# Libro de los Salmos de Salomón
El Libro de los Salmos de Salomón es un escrito propio de la Biblia Septuaginta, considerado apócrifo por las iglesias cristianas ortodoxas, por la Iglesia católica y por las iglesias protestantes, y pseudoepigráfico por las distintas sectas y por las comunidades paraprotestantes. Según algunos críticos, habría sido escrito hacia el año 60 a. C. en Judea. Es una colección de 18 salmos compuestos en hebreo, en verso, en el estilo de los himnos del Salterio.

## Contexto histórico
Al fallecer la regente Salomé Alejandra en el 67 a. C., su hijo mayor, designado sucesor por ella, Hircano II se proclamó rey, apoyado por los fariseos, quienes habían cogobernado con Salomé. Los saduceos, quienes habían sido favorecidos durante el reinado de Alejandro Janneo, pero apartados del poder durante el gobierno de su esposa Salomé, apoyaron las pretensiones del hermano de Hircano II, Aristóbulo II, quien logró dominar parte del territorio y se declaró rey. Aliado con el rey de los nabateos y con el gobernador idumeo, Antípatro, Hircano cercó Jerusalén, pero el general romano Pompeyo le obligó a retirarse y Aristóbulo logró conservar transitoriamente el trono. Pompeyo marchó a luchar contra Tigranes de Armenia y una vez vencedor regresó a Siria, en el 63 a. C., Pompeyo tomó partido aparentemente por Hircano II y marchó a Palestina, y tomò Jerusalén, donde los romanos profanaron el Templo. Pompeyo llevó prisioneros a Roma a Aristóbulo y a sus hijos y restableció a Hircano II como Sumo Sacerdote, pero no como rey, ya que Judea pasó a ser en realidad un protectorado de Roma. La lucha contra Aristóbulo y sus hijos llevó a Hircano a cada vez mayores concesiones a los romanos y a que los hijos de Aristóbulo se ampararan en el imperio Parto. Finalmente, un hijo de Antípatro, Herodes, fue proclamado por los romanos como rey a su servicio, en el 37 a. C.
Este cuadro histórico aparece reflejado en los Salmos de Salomón. Por las evidentes referencias históricas, Viteau data los salmos 1, 2, 7, 8 y 17, entre el 64 a. C. y el 47 a. C. y Schüpphaus data los salmos 3, 13, 14 y 15, entre el 63 a. C. y el 60 a. C.

## Contenido
Su contenido es mesiánico y crítico, tanto de los ricos como de los sacerdotes, y especialmente de los políticos de que confiaron en las potencias de la época y entregaron el país a los romanos: "sus iniquidades sobrepasaban las de los gentiles que les precedieron, profanaron repetidamente el santuario del Señor" (1:8); "subieron al altar pueblos extranjeros, que lo pisotearon orgullosamente".
Se opone por tanto a las doctrinas de los saduceos y a los fariseos, que por sus pecados causaron el castigo divino sobre el pueblo, atrayendo la dominación romana y en cambio elogia a quienes, "no habiendo en Jerusalén quien practicara el amor y la verdad, los rehuyeron quienes aman la comunidad de los santos, como gorriones volaron de sus nidos; erraron por los desiertos para proteger sus almas del mal" (17:15-16); probablemente una alusión a los esenios que fueron al desierto, por ejemplo la comunidad de Qumrán. 
En medio del lamento por la situación, surge la esperanza del Mesías: rey descendiente de David, que "no confiará en caballos, ni jinetes, ni arcos; ni atesorará oro y plata para la guerra ni el día de la batalla incrementará sus esperanzas en la multitud de sus guerreros... Su esperanza es la del fuerte que espera en Dios" (17:33-34). Esta visión mesiánica es un desarrollo de la de Isaías 11:3-4,36:9 y Salmos 20:7 y anticipa la de Apocalipsis 19:11-16, un rey que vence el mal con la Palabra de Dios y no mediante las armas de guerra.
Espera la resurrección de los justos: "los que son fieles al Señor, resucitarán para la vida eterna; su vida en la luz del Señor, no cesará nunca" (3:12). Dios es justiciero y misericordioso, que corrige y perdona a quien acepta la corrección, su bondad reposa sobre los pecadores arrepentidos; "¿quien perdonarás los pecados, sino a los pecadores?", pregunta (9:7).
Adicionalmente, el salmo 18, que algunos consideran de un autor diferente al del resto de la obra, pone a las estrellas como ejemplo a la manera del Sirácida (43:9-10), el Libro de Henoc (2:1-2, 79:2) y la Regla de la Comunidad (X 4-8) de Qumrán.

## Versiones
Actualmente se dispone de versiones en griego procedentes de ocho códices de la Septuaginta. Está listado en el catálogo del Codex Alexandrinus del siglo V. Se dispone también de versiones antiguas en siríaco y latín.
La editio princeps de los Salmos de Salomón, en griego, apareció en 1626 en Lyon. Más recientemente, en 1935, Rahlfs publicó en su versión de la Septuaginta, una versión basada en la edición de Von Gebhart, que traducida al castellano fue editada en 1982 por Antonio Piñero Sáenz.